# 川畑千秋
太田 千秋（おおた ちあき、旧姓・川畑（かわばた）、1977年12月7日 - ）は、日本の女性総合格闘家、キャットファイター。現在はフォーランバス所属。静岡県出身。

## 来歴
ルームメイトである坂本奈緒子に誘われ格闘家の道へ。2003年11月11日、格闘探偵団バトラーツの後楽園ホール大会で行われたスマックガール提供試合（vsマスク・オブ・S）でデビュー。
2004年に入り坂本、石山絵理と共に「Red Devil KIS's」を結成、特攻服姿で入場するようになる。「Next Cinderella Tournament」を勝ち進み、8月5日の後楽園での決勝に駒を進めるが、舞に判定で敗れ準優勝に終わる。
2004年末にRed Devil KIS'sが解散した後も1人だけ選手活動を続けていたが、2005年8月17日の「SMACKGIRL 2005 〜Dynamic!!〜」で風香と対戦し見込み一本勝ちした際に右足を骨折し、これを最後にしばらく総合から離れる。
2016年5月からキャットファイト団体CPEに参戦しているが、9月の大会で元プロレスリング・ノアの太田一平と結婚している事が明らかになった。
2017年7月15日のDEEPでしなしさとこ相手に12年ぶりに総合格闘技の試合を行ったが、わずか96秒でTKO負けを喫した。

## 戦績

### プロ総合格闘技
| 総合格闘技 戦績 | 総合格闘技 戦績 | 総合格闘技 戦績 | 総合格闘技 戦績 | 総合格闘技 戦績 | 総合格闘技 戦績 | 総合格闘技 戦績 |
| --------------- | --------------- | --------------- | --------------- | --------------- | --------------- | --------------- |
| 8 試合          | (T)KO           | 一本            | 判定            | その他          | 引き分け        | 無効試合        |
| 4 勝            | 0               | 3               | 1               | 0               | 0               | 0               |
| 4 敗            | 1               | 1               | 2               | 0               | 0               | 0               |

| 勝敗 | 対戦相手        | 試合結果                 | 大会名 | 開催年月日     |
| ×    | しなしさとこ    | 1R 1:36 TKO              | カー・エイドpresents DEEP CAGE IMPACT                                                                               | 2017年7月15日  |
| ○    | 風香            | 1R 2:50 腕ひしぎ十字固め | SMACKGIRL 2005 〜Dynamic!!〜                                                                                        | 2005年8月17日  |
| ○    | 関友紀子        | 5分2R終了 判定3-0        | SMACKGIRL 2005 〜Road to Dynamic!!〜                                                                                | 2005年6月28日  |
| ×    | 舞              | 5分2R終了 判定0-3        | SMACKGIRL 2004 〜聖地凱旋〜 【ネクスト・シンデレラ・トーナメント ライト級 決勝】                                    | 2004年8月5日   |
| ×    | 辻結花          | 2R 1:19 腕ひしぎ十字固め | SMACKGIRL 2004 〜GO WEST〜                                                                                          | 2004年6月19日  |
| ○    | 浅山尚子        | 2R 0:47 腕ひしぎ十字固め | SMACKGIRL F 〜Next Cinderella Tournament 2nd stage & SG-F7〜 【ネクスト・シンデレラ・トーナメント ライト級 準決勝】 | 2004年3月20日  |
| ○    | 羽柴まゆみ      | 1R 2:49 腕ひしぎ十字固め | SMACKGIRL 〜Next Cinderella Tournament & SG-F6〜 【ネクスト・シンデレラ・トーナメント ライト級 1回戦】              | 2004年2月1日   |
| ×    | マスク・オブ・S | 5分2R終了 判定0-3        | 格闘探偵団バトラーツ「石川雄規デビュー11周年記念大会」 【スマックガール提供試合】                                   | 2003年11月11日 |

### 総合格闘技タッグマッチ
| 勝敗 | 対戦相手                                    | 試合結果          | 大会名                                  | 開催年月日    |
| △    | しなしさとこ&早千予 （パートナー：亜利弥'） | 15分終了 時間切れ | Love Impact 【MMAルール・タッグマッチ】 | 2004年8月29日 |

### アマチュアグラップリング
| 勝敗 | 対戦相手 | 試合結果              | 大会名                      | 開催年月日    |
| ×    | 藍志津江 | 2:10 腕ひしぎ十字固め | SMACKGIRL-F3【SGG-Fルール】 | 2003年7月20日 |